# Multitude
A Multitude Stromae belga énekes-dalszerző harmadik stúdióalbuma, amely 2022. március 4-én jelent meg a Mosaert kiadónál. Ez Stromae első albuma a 2013-as Racine carrée óta. A Multitude különböző kultúrák különböző zenei stílusait vonultatja fel, ahogyan az a Santé és a L’enfer című dalokban is hallható. A TF1-nek adott interjúban azt nyilatkozta, hogy az albumára hatással voltak a gyakori utazások, amelyeket ő és édesanyja tettek.

## Háttér
2015-ben Stromae határozatlan időre felfüggesztette zenei karrierjét, mert szervezete rosszul reagált egy maláriagyógyszerre. 2017-ben ismét hallatta magát zeneileg, vendégszerepelt egy Orelsan-koncerten. Bátyjával közösen Billie Eilish Hostage című dalának klipjét is ő rendezte. A Coldplay 2019-es Arabeque című dalában is közreműködőtt.
2021 decemberében jelentették be, hogy az album 2022. március 4-én jelenik meg. Ez Stromae első stúdióalbuma a 2013-as Racine carrée óta, diszkográfiájában pedig a harmadik. Az első kislemez, a Santé 2021. október 15-én jelent meg. A dallal Stromae fellépett a The Tonight Show Starring Jimmy Fallon című műsorában. A Multitude különböző kultúrákból származó különböző zenei stílusokat is felölel, ahogy az a Santé és a L’enfer című dalokban is hallható.

## Kereskedelmi teljesítmény
Az album Belgiumban, Hollandiában, Franciaországban és Svájcban az első helyen debütált az albumlistákon. Franciaországban az album a megjelenés első hetében 81 000 eladott példánnyal a Top Albums chart első helyére került. Mára háromszoros platina minősítést kapott, több mint 300 000 példányos eladással az országban. Az album a nem-frankofón országokban 336 000 példányban kelt el.

## Multitude Tour
| Dátum         | Város                | Ország           | Helyszín                     |
| 2022          | 2022                 | 2022             | 2022                         |
| Észak-Amerika | Észak-Amerika        | Észak-Amerika    | Észak-Amerika                |
| ------------- | -------------------- | ---------------- | ---------------------------- |
| Április 16    | Indio                | Egyesült Államok | Coachella Festival           |
| Április 23    | Indio                | Egyesült Államok | Coachella Festival           |
| Európa        |                      |                  |                              |
| Június 16     | Ruoms                | Franciaország    | Aluna Festival               |
| Június 17     | Lyon                 | Franciaország    | Inversion                    |
| Június 19     | Werchter             | Belgium          | Werchter Boutique            |
| Június 30     | Belfort              | Franciaország    | Les Eurockeennes             |
| Július 3      | Marmande             | Franciaország    | Garorock                     |
| Július 6      | Lisszabon            | Portugália       | NOS Alive                    |
| Július 8      | Bilbao               | Spanyolország    | BBK Live Festival            |
| Július 10     | Liège                | Belgium          | Les Ardentes                 |
| Július 14     | Carhaix-Plouguer     | Franciaország    | Les Vieilles Charrues        |
| Július 15     | Saint-Malô-du-Bois   | Franciaország    | Festival de Poupet           |
| Július 20     | Milánó               | Olaszország      | Summer Festival              |
| Július 22     | Nîmes                | Franciaország    | Festival de Nîmes            |
| Július 24     | Nyon                 | Svájc            | Paléo Festival               |
| Augusztus 12  | Budapest             | Magyarország     | Sziget Festival              |
| Augusztus 13  | Chorzów              | Lengyelország    | Festival Park Slaski         |
| Augusztus 17  | Charleville-Mézières | Franciaország    | Cabaret Vert                 |
| Augusztus 21  | Biddinghuizen        | Hollandia        | Lowlands                     |
| Augusztus 28  | Saint-Cloud          | Franciaország    | Rock en Seine                |
| Szeptember 4  | Munich               | Németország      | Superbloom Festival          |
| Észak-Amerika |                      |                  |                              |
| Október 21    | Vancouver            | Kanada           | Pacific Coliseum             |
| Október 25    | San Francisco        | Egyesült Államok | Bill Graham Civic Auditorium |
| Október 26    | San Francisco        | Egyesült Államok | Bill Graham Civic Auditorium |
| Október 28    | Los Angeles          | Egyesült Államok | Shrine Auditorium            |
| November 21   | New York City        | Egyesült Államok | Madison Square Garden        |
| November 22   | New York City        | Egyesült Államok | Madison Square Garden        |
| November 25   | Montréal             | Kanada           | Bell Centre                  |
| November 26   | Montréal             | Kanada           | Bell Centre                  |
| November 27   | Montréal             | Kanada           | Bell Centre                  |
| November 29   | Toronto              | Kanada           | Coca-Cola Coliseum           |
| December 3    | Washington, D.C.     | Egyesült Államok | The Anthem                   |
| December 6    | Boston               | Egyesült Államok | Agganis Arena                |
| December 11   | Quebec City          | Kanada           | Videotron Centre             |
| December 14   | Montréal             | Kanada           | Bell Centre                  |
| 2023          |                      |                  |                              |
| Európa        |                      |                  |                              |
| Március 4     | Bordeaux             | Franciaország    | Arkéa Arena                  |
| Március 5     | Bordeaux             | Franciaország    | Arkéa Arena                  |
| Március 9     | Marseille            | Franciaország    | Le Dôme                      |
| Március 10    | Marseille            | Franciaország    | Le Dôme                      |
| Március 15    | Brüsszel             | Belgium          | Palais 12                    |
| Március 16    | Brüsszel             | Belgium          | Palais 12                    |
| Március 17    | Brüsszel             | Belgium          | Palais 12                    |

## Az albumon szereplő dalok listája
| Multitude dallista | Multitude dallista   | Multitude dallista                | Multitude dallista                      | Multitude dallista | Multitude dallista | Multitude dallista | Multitude dallista | Multitude dallista | Multitude dallista |
|                    | Cím                  | Szerző(k)                         | Producer(ek)                            | Hossz              |                    |                    |                    |                    |                    |
| ------------------ | -------------------- | --------------------------------- | --------------------------------------- | ------------------ | ------------------ | ------------------ | ------------------ | ------------------ | ------------------ |
| 1.                 | Invaincu             | Stromae                           | Stromae                                 | 2:05               |                    |                    |                    |                    |                    |
| 2.                 | Santé                | Stromae Juanpaio Toch Moon Willis | Stromae                                 | 3:11               |                    |                    |                    |                    |                    |
| 3.                 | La solassitude       | Stromae                           | Stromae Peter Philips Lionel Capouillez | 3:02               |                    |                    |                    |                    |                    |
| 4.                 | Fils de joie         | Stromae                           | Stromae Philips Capouillez              | 3:15               |                    |                    |                    |                    |                    |
| 5.                 | L’enfer              | Stromae                           | Philips Capouillez                      | 3:09               |                    |                    |                    |                    |                    |
| 6.                 | C’est que du bonheur | Stromae                           | Philips Capouillez                      | 2:42               |                    |                    |                    |                    |                    |
| 7.                 | Pas vraiment         | Stromae                           | Philips Capouillez                      | 2:42               |                    |                    |                    |                    |                    |
| 8.                 | Riez                 | Stromae                           | Philips Capouillez                      | 3:21               |                    |                    |                    |                    |                    |
| 9.                 | Mon amour            | Stromae                           | Philips Capouillez                      | 2:52               |                    |                    |                    |                    |                    |
| 10.                | Déclaration          | Stromae                           | Philips Capouillez                      | 3:04               |                    |                    |                    |                    |                    |
| 11.                | Mauvaise journée     | Stromae Orelsan                   | Philips Capouillez                      | 3:07               |                    |                    |                    |                    |                    |
| 12.                | Bonne journée        | Stromae Orelsan                   | Philips Capouillez                      | 3:12               |                    |                    |                    |                    |                    |
| 35:42              |                      |                                   |                                         |                    |                    |                    |                    |                    |                    |

## Helyezések
| Lista (2022)                                 | Legjobb helyezés |
| -------------------------------------------- | ---------------- |
| Ausztria (Ö3 Austria Top 40)                 | 2                |
| Belgium (Ultratop Flandria)                  | 1                |
| Belgium (Ultratop Vallónia)                  | 1                |
| Kanada (Billboard Canadian Albums Chart)     | 4                |
| Dánia (Hitlisten Album Top 40)               | 8                |
| Hollandia (Dutch Charts Album Top 100)       | 1                |
| Franciaország (SNEP Album Top 100)           | 1                |
| Németország (Offizielle Top 100)             | 4                |
| Magyarország (MAHASZ Top 40 albumlista)      | 27               |
| Izland (Tónlistinn)                          | 33               |
| Írország (IRMA Top 100 Artist Album)         | 89               |
| Olaszország (FIMI Album Top 20)              | 10               |
| Litvánia (AGATA)                             | 32               |
| Egyesült Királyság (Scottish Albums)         | 49               |
| Spanyolország (PROMUSICAE Top 100 Álbumes)   | 6                |
| Svédország (Sverigetopplistan Top 60 Albums) | 59               |
| Svájc (Schweizer Hitparade Top 100 Albums)   | 1                |
| Svájc (GfK Romandy)                          | 1                |
| Egyesült Királyság (UK Albums Chart)         | 94               |
| USA Heatseekers Albums (Billboard)           | 2                |
| USA World Albums (Billboard)                 | 1                |

| Lista (2022)                | Helyezés |
| --------------------------- | -------- |
| Belgium (Ultratop Flanders) | 5        |
| Belgium (Ultratop Wallonia) | 1        |
| Hollandia (Album Top 100)   | 7        |
| Franciaország (SNEP)        | 3        |
| Svájc (Schweizer Hitparade) | 3        |

| Lista (2023)                | Helyezés |
| --------------------------- | -------- |
| Belgium (Ultratop Flanders) | 71       |
| Belgium (Ultratop Wallonia) | 24       |
| Franciaország (SNEP)        | 79       |

## Minősítések
| Régió                                                            | Minősítés  | Eladott példányszám |
| ---------------------------------------------------------------- | ---------- | ------------------- |
| Belgium (BEA)                                                    | 3× platina | 90 000*             |
| Franciaország (SNEP)                                             | 3× platina | 300 000‡            |
| Összesítés                                                       |            |                     |
| Világszerte                                                      |            | 870 000             |
| ‡ Eladási+streaming példányszámok kizárólag a minősítés alapján. |            |                     |

## Fordítás
Ez a szócikk részben vagy egészben  a   Multitude (album) című angol Wikipédia-szócikk fordításán alapul.  Az eredeti cikk szerkesztőit annak laptörténete sorolja fel. Ez a jelzés csupán a megfogalmazás eredetét és a szerzői jogokat jelzi, nem szolgál a cikkben szereplő információk forrásmegjelöléseként.